# Гринвіч (Коннектикут)
Гринвіч (англ. Greenwich) — місто (англ. town) в США, в окрузі Ферфілд штату Коннектикут. Населення — 63 518 осіб (2020). Це найпівденніше місто штату, найзахідніше місто Нової Англії.
Гринвіч було засноване в 1640 році як частина колонії Нью-Гейвен. Це одне з найстаріших поселень Коннектикуту.

## Географія

### Клімат
| Клімат : Гринвіч         | Клімат : Гринвіч | Клімат : Гринвіч | Клімат : Гринвіч | Клімат : Гринвіч | Клімат : Гринвіч | Клімат : Гринвіч | Клімат : Гринвіч | Клімат : Гринвіч | Клімат : Гринвіч | Клімат : Гринвіч | Клімат : Гринвіч | Клімат : Гринвіч | Клімат : Гринвіч |
| Показник                 | Січ.             | Лют.             | Бер.             | Квіт.            | Трав.            | Черв.            | Лип.             | Серп.            | Вер.             | Жовт.            | Лист.            | Груд.            | Рік              |
| Середній максимум, °C    | 1,7              | 3,9              | 8,3              | 14,4             | 20,6             | 25,0             | 27,8             | 26,7             | 22,8             | 16,7             | 10,6             | 4,4              | 15,3             |
| Середній мінімум, °C     | −6,1             | −5               | −1,7             | 3,9              | 9,4              | 15,0             | 17,8             | 17,2             | 12,8             | 6,7              | 2,2              | −2,8             | 5,8              |
| Норма опадів, мм         | 110              | 82               | 120              | 113              | 116              | 96               | 94               | 102              | 119              | 106              | 114              | 109              | 1281             |
| ------------------------ | ---------------- | ---------------- | ---------------- | ---------------- | ---------------- | ---------------- | ---------------- | ---------------- | ---------------- | ---------------- | ---------------- | ---------------- | ---------------- |
| Джерело: Weather Channel |                  |                  |                  |                  |                  |                  |                  |                  |                  |                  |                  |                  |                  |

## Демографія
Згідно з переписом 2010 року, у місті мешкала 61 171 особа в 23 076 домогосподарствах у складі 16 118 родин. Було 25631 помешкання
Расовий склад населення:
| - 86,7 % — білих - 6,6 % — азіатів - 2,1 % — чорних або афроамериканців - 0,1 % — корінних американців - 2,4 % — осіб інших рас |

До двох чи більше рас належало 2,0 %. Частка іспаномовних становила 9,7 % від усіх жителів.
За віковим діапазоном населення розподілялося таким чином: 26,7 % — особи молодші 18 років, 56,8 % — особи у віці 18—64 років, 16,5 % — особи у віці 65 років та старші. Медіана віку мешканця становила 42,8 року. На 100 осіб жіночої статі у місті припадало 90,8 чоловіків; на 100 жінок у віці від 18 років та старших — 85,6 чоловіків також старших 18 років.
Середній дохід на одне домашнє господарство становив 267 251 долар США (медіана — 138 180), а середній дохід на одну сім'ю — 325 250 доларів (медіана — 188 324). Медіана доходів становила 137 449 доларів для чоловіків та 73 496 доларів для жінок. За межею бідності перебувало 6,6 % осіб, у тому числі 6,7 % дітей у віці до 18 років та 5,5 % осіб у віці 65 років та старших.
Цивільне працевлаштоване населення становило 28 375 осіб. Основні галузі зайнятості: фінанси, страхування та нерухомість — 24,0 %, освіта, охорона здоров'я та соціальна допомога — 19,4 %, науковці, спеціалісти, менеджери — 14,6 %.

## Відомі уродженці та жителі
- Макмехон Марісса
- Вінс МакМен
- Шейн МакМен
- Стефані МакМен
- Тріпл Ейч
- Гленн Клоуз (* 1947) — американська акторка і співачка театру, кіно і телебачення.
- Том Нунан (* 1951) — американський актор.

## Галерея

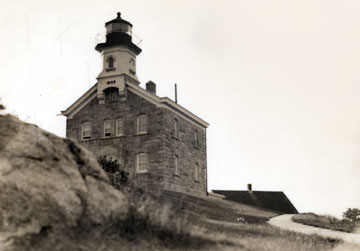
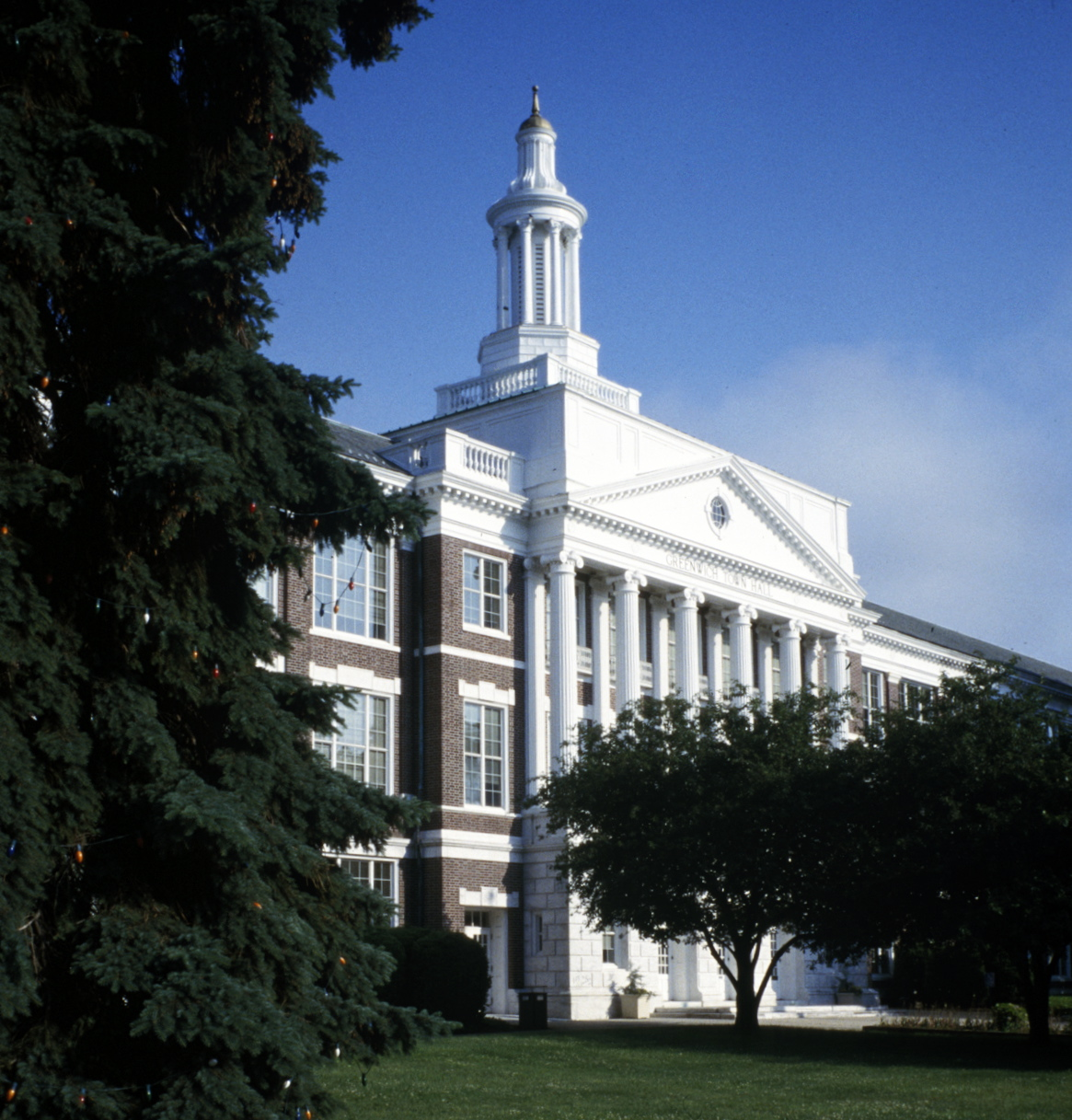
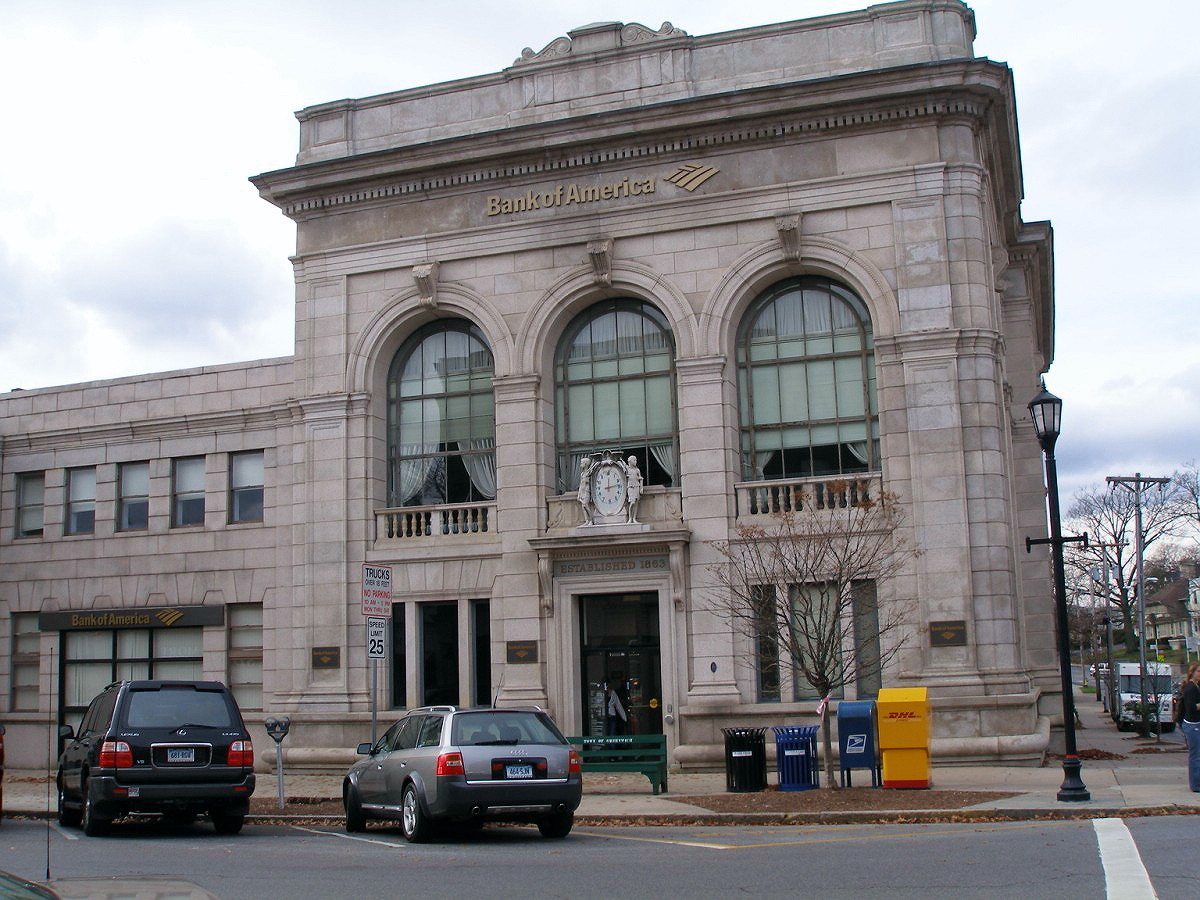
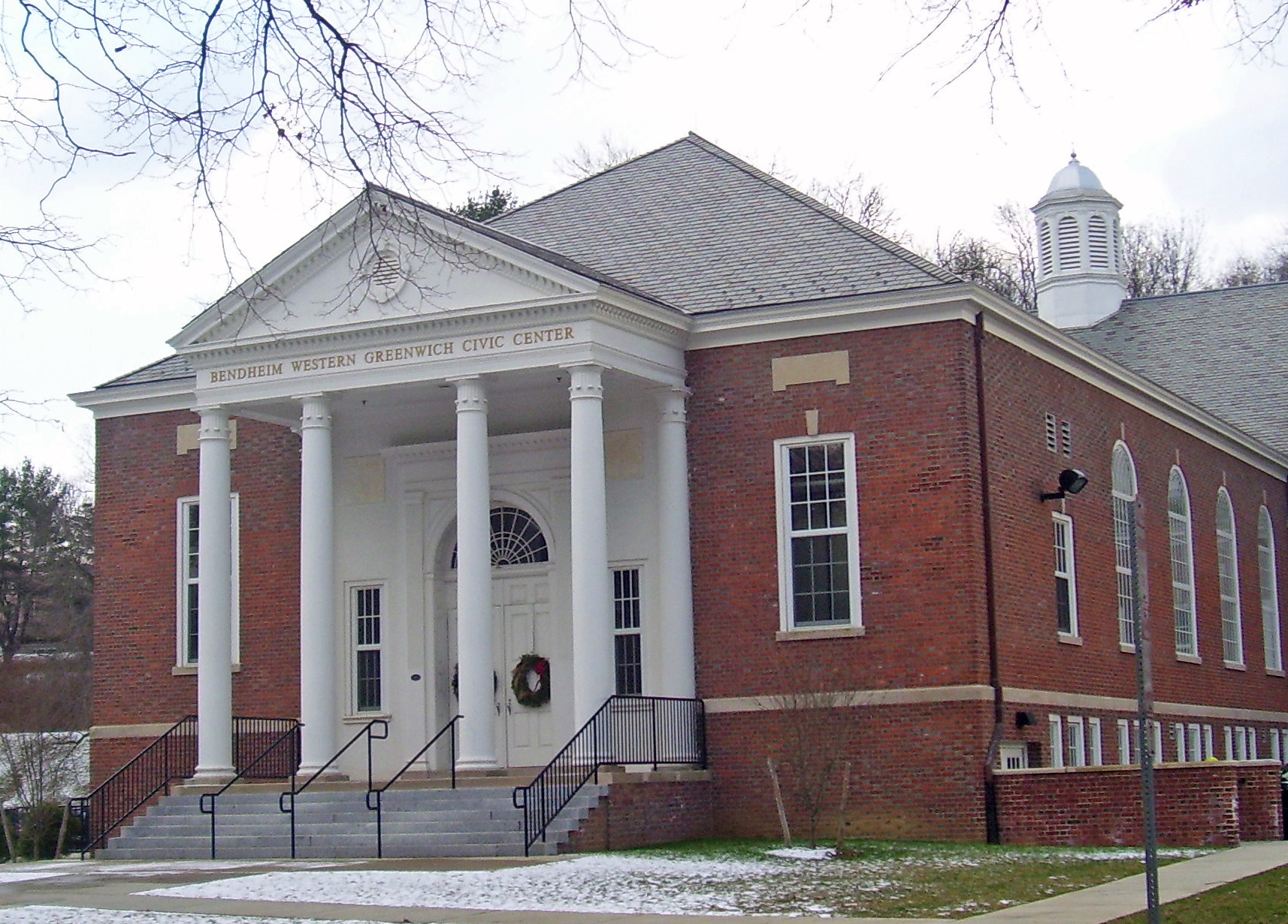
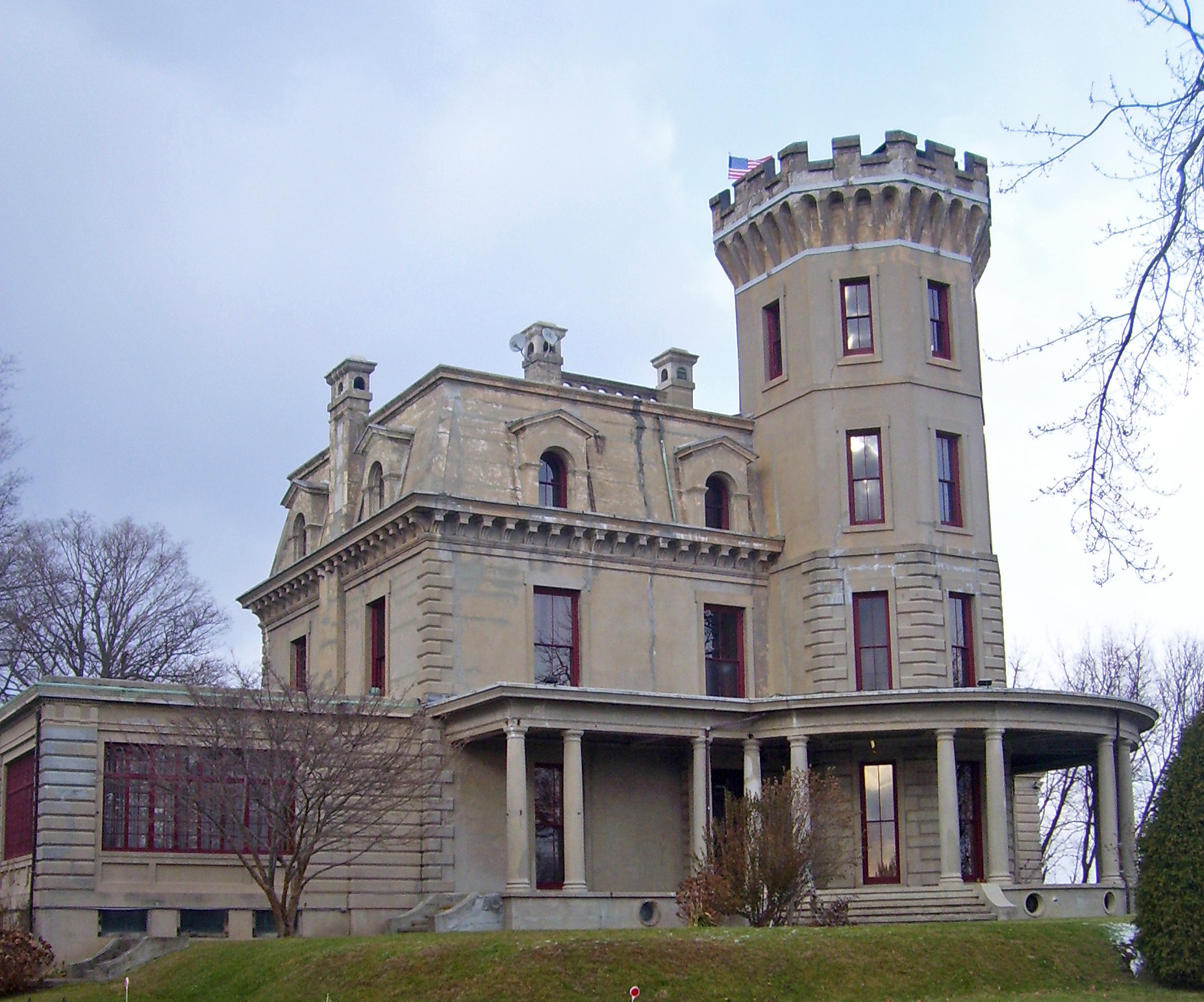